# 垂直行銷系統
垂直行銷系統（Vertical marketing system，VMS）是由生產者、批發商和零售商組成的聯合系統。有一個通路成員，是通路領導者，給于其他通路成員特權或擁有更多的權力，使他們全都得以合作。通路領導者可以是生產者、批發商、或是零售商。當消除獨立的通路成員追求各自目標所產生的衝突時，垂直行銷系統可以產生對通路行為的控制。垂直行銷系統可以透過規模、談判力與除去重覆作業以達到經濟性。